# 6506 Klausheide
6506 Klausheide este un asteroid din centura principală de asteroizi.

## Descriere
6506 Klausheide este un asteroid din centura principală de asteroizi. A fost descoperit pe 15 martie 1978 la Observatorul Palomar de Schelte J. Bus. Asteroidul prezintă o orbită caracterizată de o semiaxă mare de 2,37 ua, o excentricitate de 0,05 și o înclinație de 6,4° în raport cu ecliptica.